# Chợ phiên Cốc Ly
Cốc Ly là một chợ vùng cao ở xã Cốc Ly thuộc huyện Bắc Hà, tỉnh Lào Cai.
Chợ Cốc Ly được họp vào mỗi thứ 3 hàng tuần. Tuy không phải là một chợ lớn nhưng Cốc Ly rất quan trọng đối với đồng bào dân tộc ở phía tây Bắc Hà. Đây là nơi họp mặt, trao đổi, mua bán của người Mông Hoa, người Dao khuyển (Dao Đen) và người Nùng. Hàng hóa bày bán ở chợ là các sản vật địa phương và đồ dùng được mang từ miền xuôi lên hoặc nhập từ Trung Quốc về.
Nằm ngay cạnh cầu treo bắc qua sông Chảy, Cốc Ly còn là một điểm du lịch hấp dẫn. Du khách tới Cốc Ly sau khi thăm chợ có thế đi thuyền dọc sông, ghé thăm các bản người dân tộc hai bên bờ sông.

## Hình ảnh

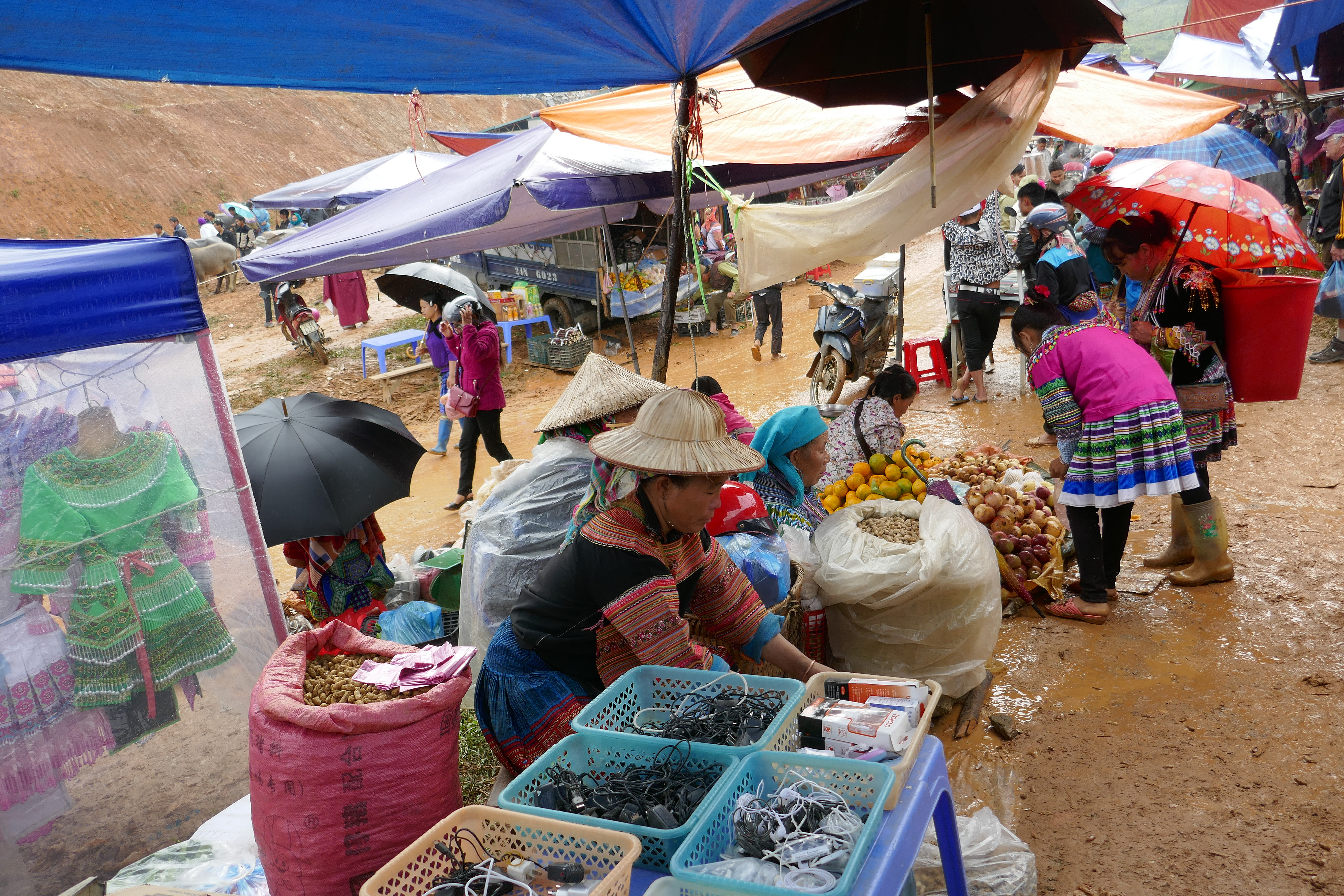
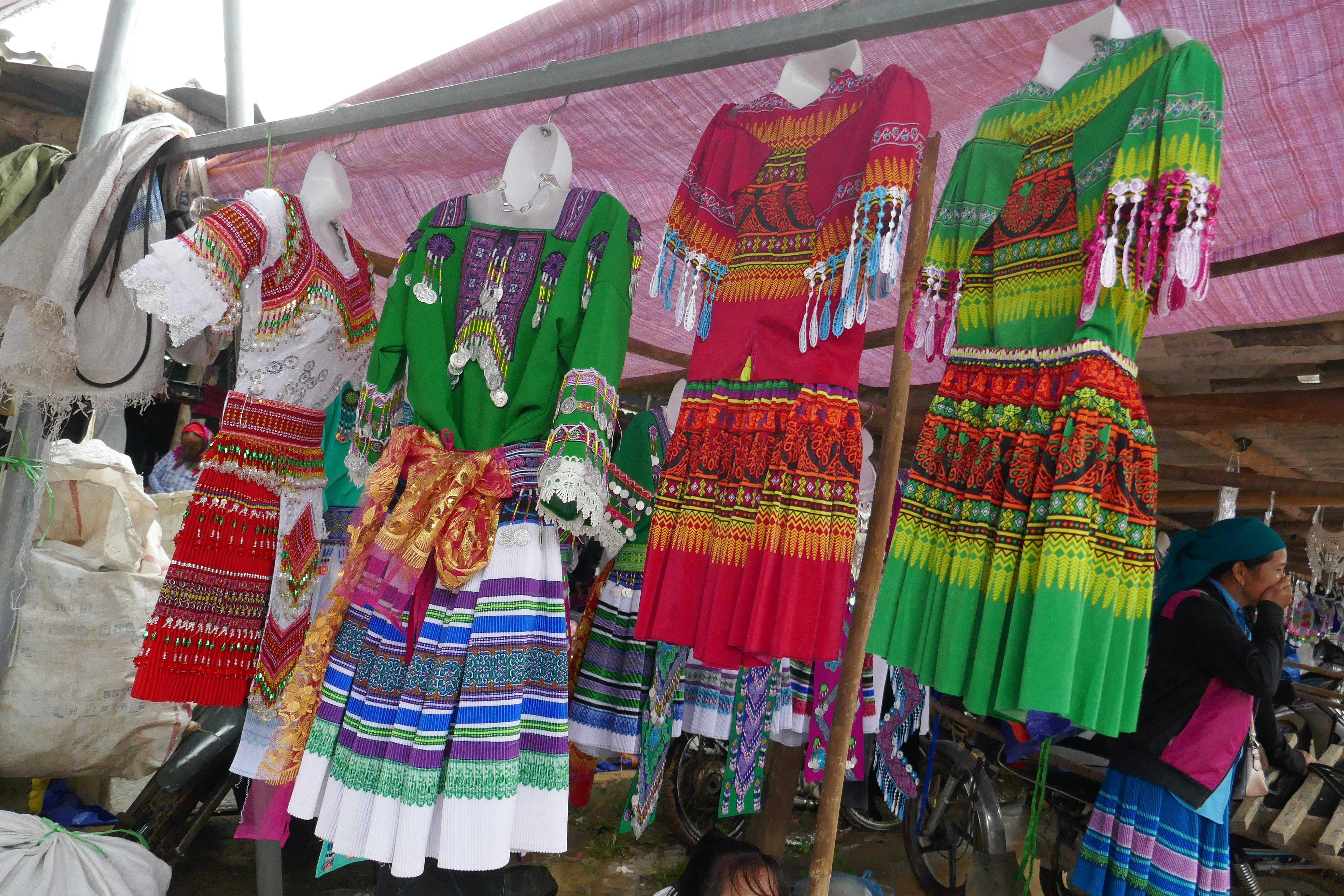
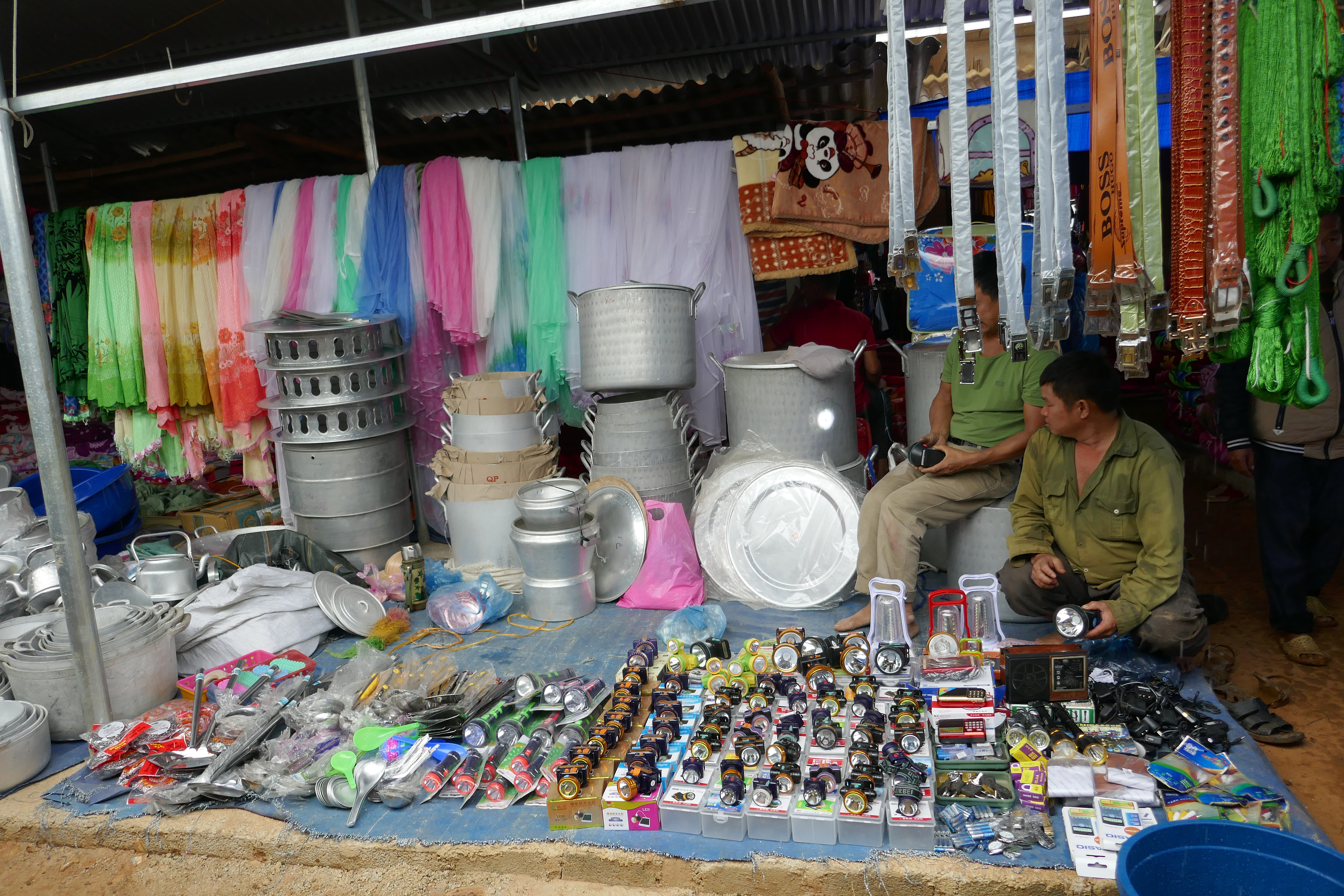
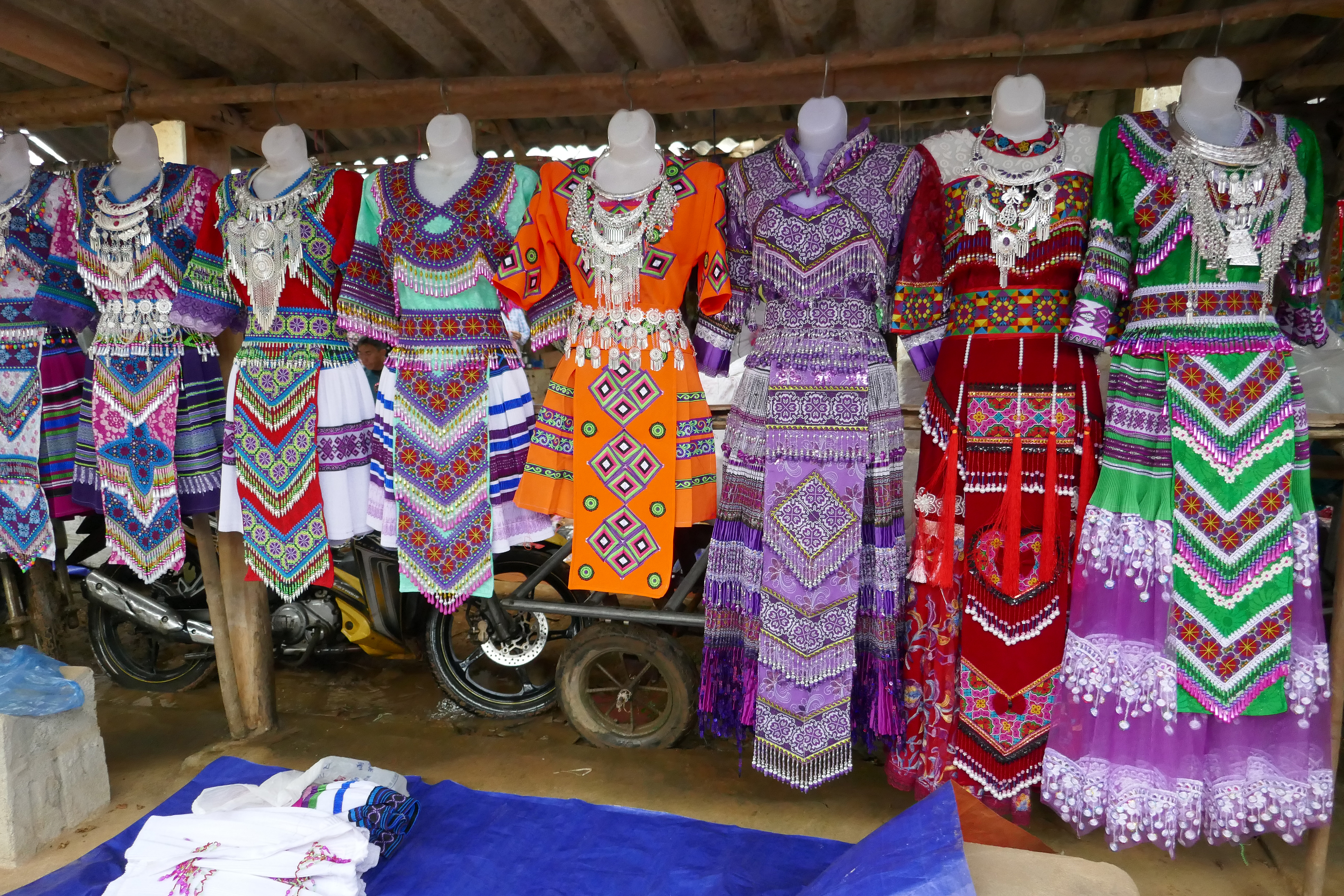
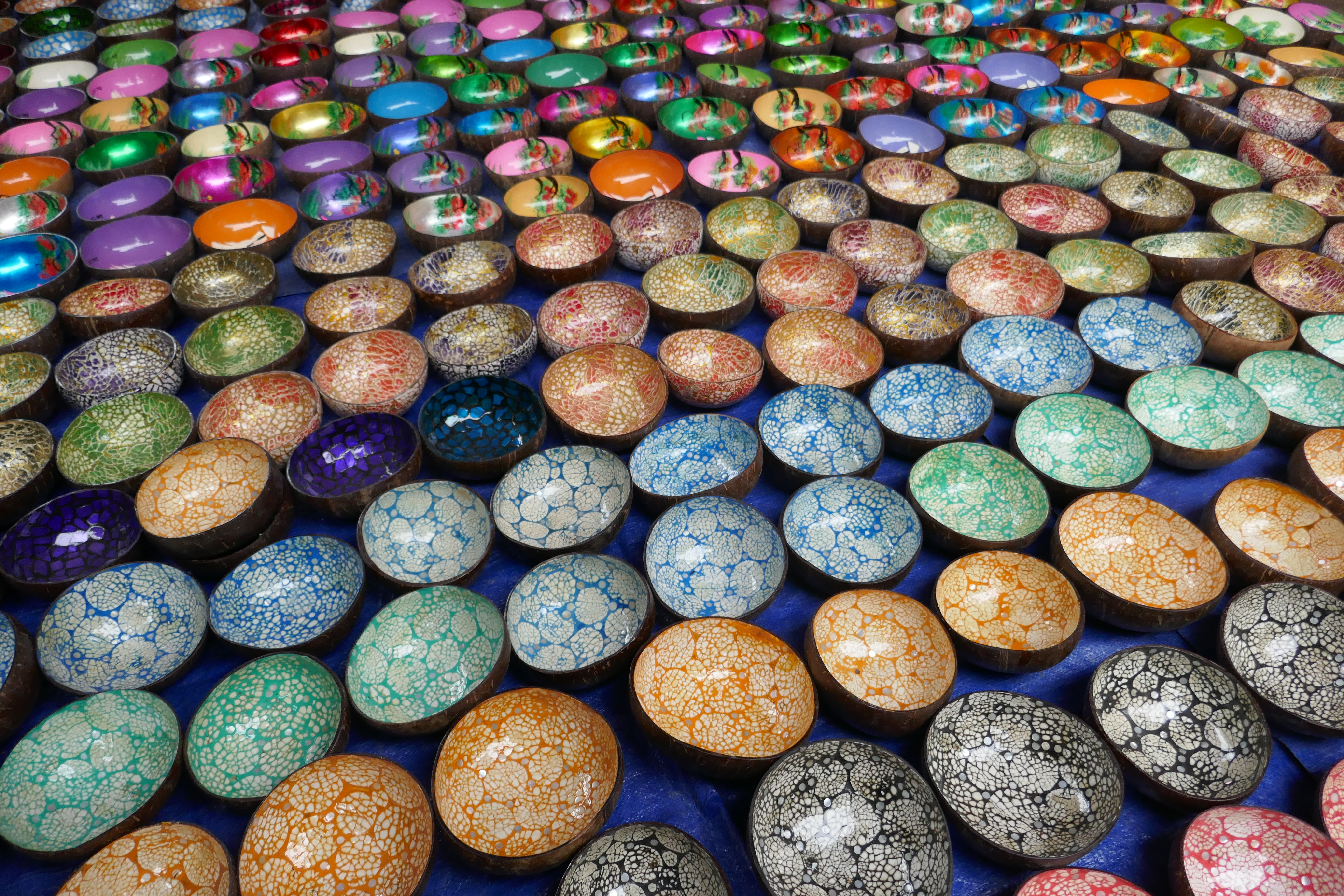
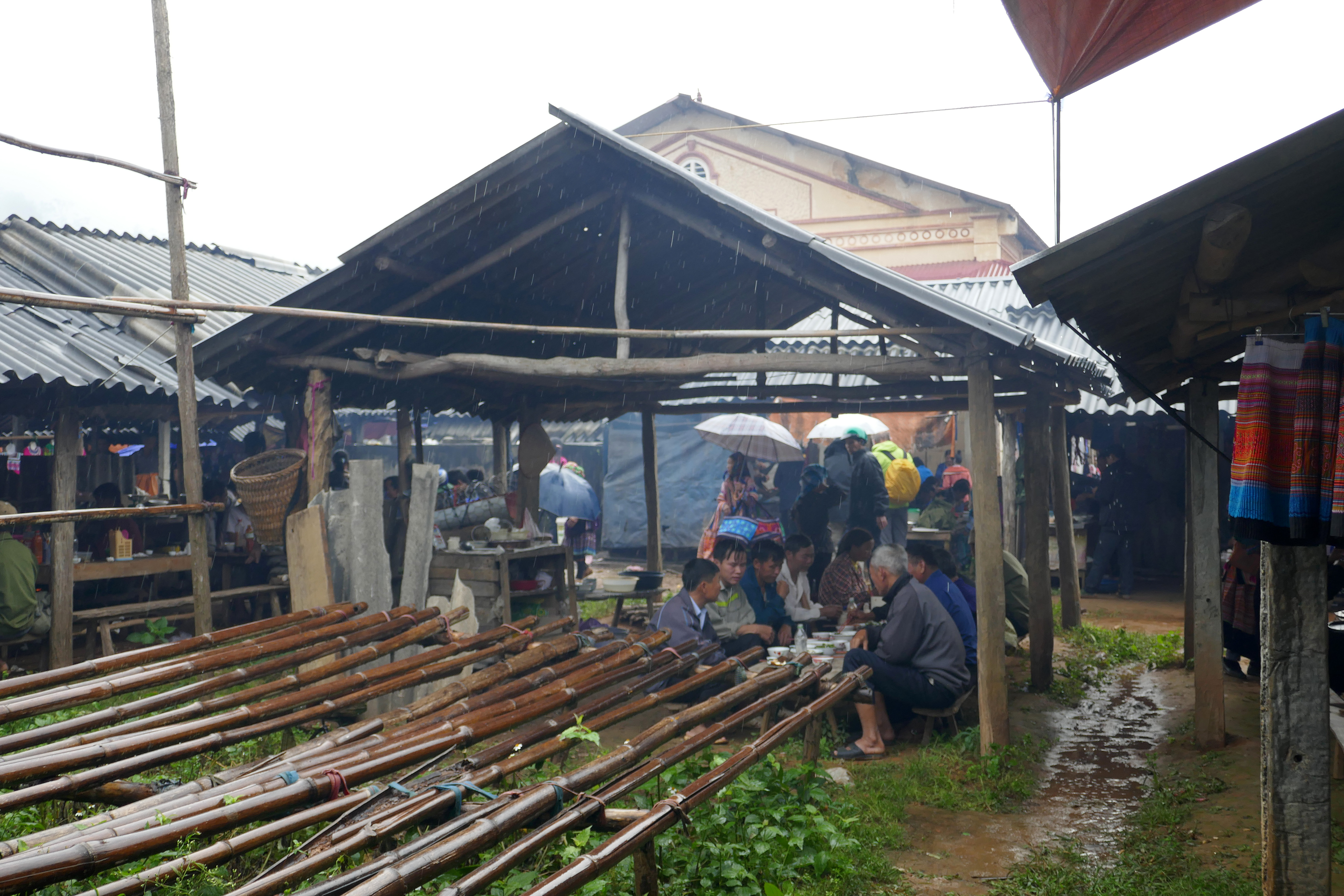
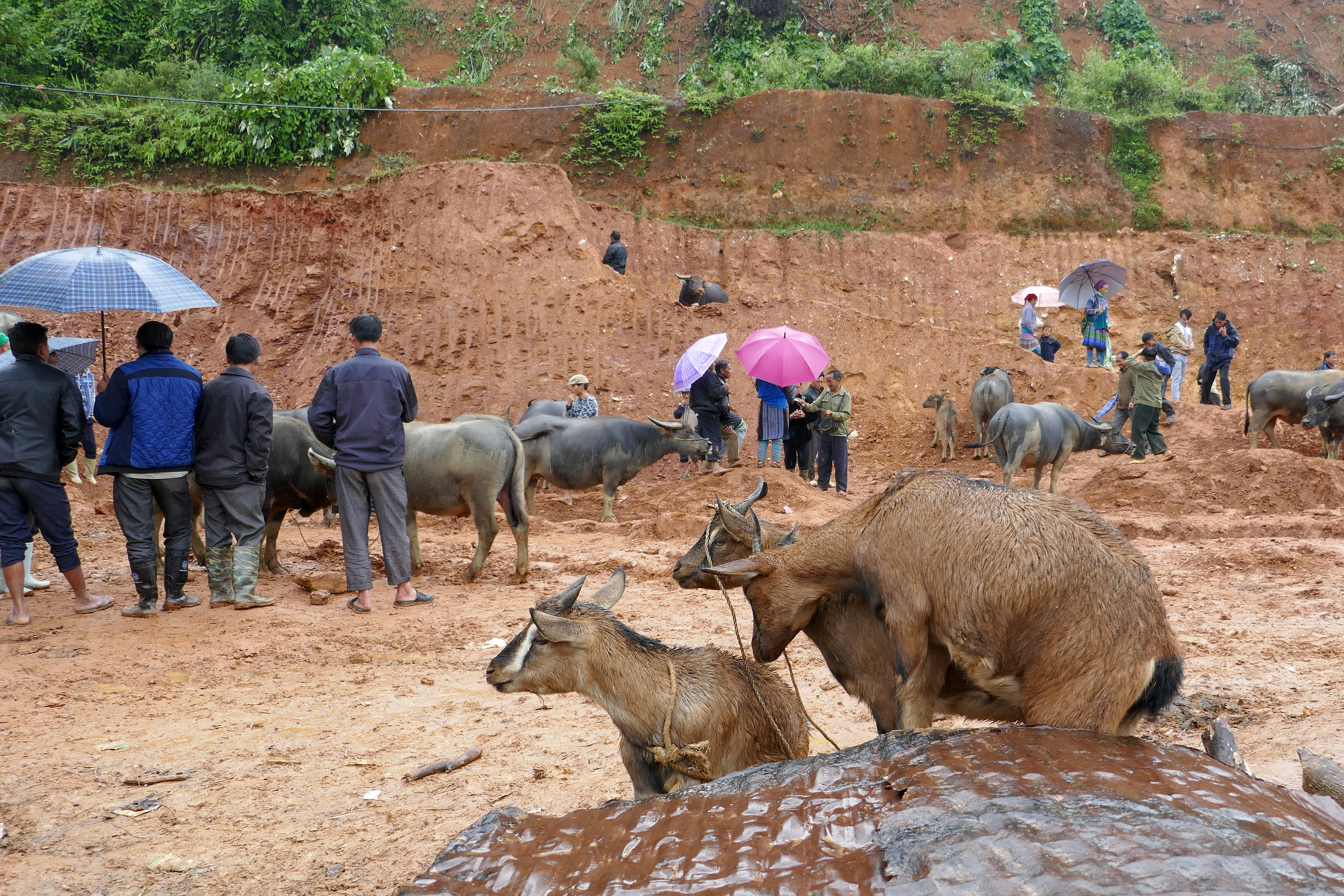
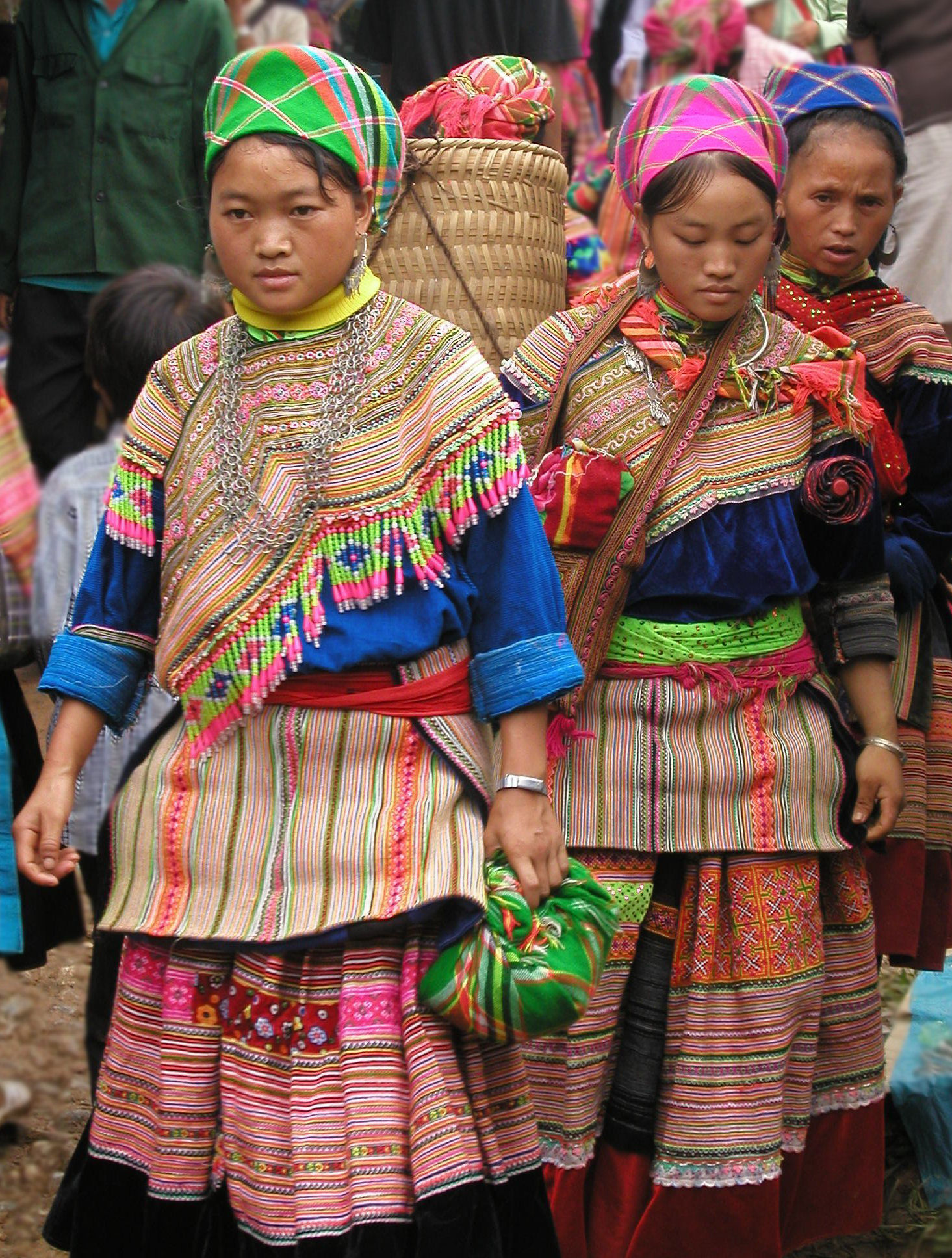